# Sony Pictures Television
Sony Pictures Television, Inc. (abreviado como SPT) es una compañía estadounidense de producción y distribución de televisión con sede en Culver City, California, y es una división de Sony Pictures Entertainment y una unidad del conglomerado japonés Sony.

## Historia
La historia de Sony Pictures Television se remonta a 1947, cuando Pioneer Telefilms quien fue fundada por Ralph Cohn, y que cuyo padre y tío de Jack Harry cofundaron Columbia Pictures. Pioneer Telefilms fue comprada por Columbia Pictures y es renombrada como Screen Gems en 1948 y luego reincorporada como Columbia Pictures Television el 6 de mayo de 1974, y se fusionó con el estudio hermano TriStar Television (formado en 1986 y relanzado en 1991) para formar Columbia TriStar Television el 21 de febrero de 1994. El nombre actual fue dado para reflejar la marca de Sony el 16 de septiembre de 2002.
El 24 de noviembre de 2004, Sony Pictures Television International formó una empresa conjunta llamada Huaso con Hua Long Film Producción Digital Co., Ltd. de China Film Group en Beijing.
De 2005 a 2006, Sony Pictures Television fue el distribuidor de la televisión y la biblioteca cinematográfica de Metro-Goldwyn-Mayer, debido en parte a la adquisición de MGM por parte del consorcio Sony. 
En 2006, Sony Pictures Television unió fuerzas con los socios del programa para manejar las ventas de la publicidad y los derechos de la distribución a las series extranjeras de la televisión en los Estados Unidos, sobre todo las demostraciones producidas en Canadá. El mismo año, Sony Pictures Television firmó un contrato por tres años con Embassy Row para los nuevos programas de juegos, avivamientos de juegos y series con guion y sin guion.
En el verano de 2007, Sony Pictures Television introdujo The Minisode Network, que es un canal digital para los espectáculos de aire de MySpace de los años 1960 a principios de 2000 de cuatro a cinco minutos. 
En el invierno de 2007, The Minisode Network también se agregó a algunos sitios más como AOL TV, YouTube y su sitio hermano Crackle.
El 27 de marzo de 2008, Sony Pictures Television International adquirió una participación minoritaria en la nueva productora Gogglebox Entertainment, quien fue fundada por dos exejecutivos de Lion Television, Matt Steiner y Adam Wood.
El 4 de junio de 2008, Sony Pictures Television compró a Hilversum, que es una compañía de producción holandesa 2waytraffic, que es uno de los titulares internacionales de la franquicia de ¿Quién quiere ser millonario?.
El 14 de enero de 2009, Sony Pictures Television adquirió Embassy Row, que es una compañía de televisión y producción digital que es del productor de televisión británico Michael Davies. 
El 28 de enero de 2009, Sony Pictures Television International adquirió el 50% en la productora colombiana de producción televisiva Teleset impulsando la expansión de las operaciones de producción de televisión internacional de Sony Pictures Television y aumentando su negocio de producción de televisión hispana y latinoamericana en Estados Unidos.
El 1 de abril de 2009, Sony Pictures Entertainment consolidó a sus divisiones de televisión estadounidenses e internacionales bajo un mismo techo bajo la marca de Sony Pictures Televisión. Sony Pictures Television International opera ahora solo con ese nombre.
El 23 de junio de 2011, SPT formó Victory Television, una compañía de producción de televisión con sede en Londres, propiedad conjunta de Victoria Ashbourne, vicepresidenta sénior de desarrollo creativo de SPT para producción internacional (no confundir con Jim Victory Television, una difunta compañía de sindicación que anteriormente era propiedad de MTM Enterprises). El 25 de septiembre de 2011, Andrea Wong fue aprobado para encabezar la división de producción de televisión internacional de Sony Pictures Television para supervisar todas las empresas internacionales para el estudio.
El 19 de enero de 2012, SPT adquirió Dolphin Broadcast Services Ltd. y lo fusionó en su actual negocio de redes del Reino Unido. SPT también tomó una participación mayoritaria en el negocio de ventas de publicidad de Dolphin. El 1 de marzo de 2012, SPT adquirió una participación mayoritaria en la productora independiente británica Silver River Productions. El 31 de mayo, SPT lanzó Sony Movie Channel y AXN en Canadá en asociación con Hollywood Suite. Dos de las redes de Hollywood Suite: Hollywood Festival relanzado como Sony Movie Channel y Hollywood Storm como AXN Movies el 4 de septiembre de 2012. El 23 de agosto de 2012, SPT adquirió una participación mayoritaria en Left Bank Pictures, una productora británica fundada por Andy Harries, Francis Hopkinson y Marigo Kehoe.
El 22 de agosto de 2013, Sony Pictures Television adquirió una participación mayoritaria en la nueva productora de Simon Andrae, Scarlet Media. Sin embargo, dos meses después, Andrae dejó sus planes para Scarlet y fue nombrado vicepresidente ejecutivo de entretenimiento alternativo para Fox. El 16 de diciembre de 2013, Tuvalu Media se unió a la firma de financiación Karmign y adquirió el 60% de SPT para recuperar su independencia. SPT adquirió el 60% en Tuvalu en 2008.
El 15 de enero de 2014, el exdirectivo de entretenimiento de la BBC, Karl Warner, se asoció con SPT para lanzar Electric Ray, que colaborará con SPT en los EE. UU. y en el extranjero en el desarrollo de programas de entretenimiento e informativos. Toda la programación de Electric Ray será exportada por SPT. El nombre de la compañía proviene del apodo para el padre de Warner, que era electricista. El 20 de marzo de 2014, SPT unió sus fuerzas con los ejecutivos Kieran Doherty y Matt Worthy para formar Stellify Media. La nueva empresa se basará en Irlanda del Norte. Al igual que Electric Ray, Stellify Media colaborará con otras empresas de producción de SPT con los programas y formatos del Reino Unido que serán exportados por el brazo de distribución de SPT.
El 26 de junio de 2014, SPT anunció la decisión de adquirir CSC Media Group, incluyendo 16 de sus canales de cable. El acuerdo cerró el 15 de agosto de 2014. El 6 de noviembre de 2014, Daisy Goodwin dimitió de Silver River Productions en medio de la reestructuración de Sony. El estudio había reestructurado sus operaciones a la corriente de SPT. Esta era menos activa en su compañía de producción y se había centrado en sus libros. El 1 de diciembre de 2014, SPT adquirió la compañía australiana de producción dramática, Playmaker Media.
El 26 de julio de 2014, Liberty Global anunció que había puesto Film1 a la venta. Liberty Global acordó vender Film1 a Sony Pictures Television el 27 de marzo de 2015. La venta se completó el 21 de julio de 2015.
El 28 de mayo de 2015, TriStar Television se volvió a lanzar como una etiqueta de producción boutique para Sony Pictures Television. El estudio revivido será dirigido por Suzanne Patmore-Gibbs después de estar en el nombre de sólo 15 años. La primera nueva serie será The Good Girls Revolt y se pondrá a prueba para Amazon. El 28 de septiembre de 2015, Steve Mosko fue ascendido a presidente de SPT. Él llevó a cabo la posición como presidente del estudio de la televisión desde 2000 cuando era conocido como Columbia TriStar Television.
El 1 de marzo de 2016, Sony anunció el cierre de Victory Television después de Victoria Ashbourne director general anunció a renunciar después de cinco años para perseguir otras oportunidades. SPT conservará los derechos de distribución internacional de todas las producciones de Victory. Trece días más tarde, 2016, SPT adquirió una participación menor en Faye Ward, empresa británica de lanzamiento, Fable Pictures. El 1 de abril de 2016, los fundadores de Gogglebox Entertainment, Adam Wood y Matt Steiner, anunciaron el cierre de la empresa independiente de Sony para lanzar una nueva empresa de producción después de que su contrato con SPT expirara. El 2 de junio de 2016, el exejecutivo Steve Mosko dejó el cargo como presidente del estudio. Mosko había estado con el estudio desde 1992. En lugar de reemplazarlo, los deberes se habían dividido en varios ejecutivos del SPT y se reportarán al CEO de Sony Entertainment, Michael Lynton. El 7 de junio de 2016, SPT adquirió una participación minoritaria en la productora británica Blueprint Pictures. En 2019 rompieron negociaciones con disney.

## Sumario
SPT era conocido previamente como Screen Gems, Columbia Pictures Television, TriStar Television y Columbia TriStar Television. El nombre fue cambiado para reflejar la marca Sony en el 16 de septiembre de 2002.
La compañía también posee y distribuye los shows de Tandem Produccions, ELP Communications (de T.A.T. a ELP Communications), TeleVentures, Merv Griffin Enterprises, Four D Productions, Barris Industries, Barry & Enright Productions, Stewart Tele Enterprises, y 2waytraffic.
Desde 2005 hasta 2006, SPT también distribuyó los shows de TV de MGM (incluyendo La Pantera Rosa y Todos los Perros Van al Cielo: La Serie) y su biblioteca de películas (debida en parte a la compra de MGM por el consorcio llevado por Sony). En 2006, el SPT unió sus fuerzas con Program Partners para manejar ventas de anuncios y los derechos de distribución para series de televisión extranjeras en los EE. UU., sobre todo shows producidos en Canadá.
En el verano de 2007, la compañía introdujo The Minisode Network; un canal digital para shows emitidos por MySpace con fechas de lanzamiento original que abarcan de los años 1960 a los años 2000, con duración de cuatro a cinco minutos. En el invierno de 2007, The Minisode Network también fue añadida a más sitios, como AOL TV, YouTube, y su sitio hermano Crackle.
SPT posee 40% del canal de cable GSN (con DirecTV), el propietario de Crackle, un socio en FEARNet; un sitio web para películas de terror y suspense en vídeo bajo demanda (con Lions Gate Entertainment y Comcast), y también posee los derechos a la mayoría de la biblioteca de películas de Bob Hope estrenadas después de 1947 (incluyendo My Favorite Brunette, The Lemon Drop Kid, The Seven Little Foys, The Great Lover, y Son of Paleface con FremantleMedia.
En el 4 de junio de 2008, SPT compró la compañía holandés 2waytraffic, basada en Hilversum, que es el titular internacional de la franquicia ¿Quién quiere ser millonario?
En el 14 de enero de 2009, SPT compró Embassy Row, una compañía de televisión y producción digital fundado por el productor británico Michael Davies.
Uniéndose Jeff Arnold (fundador de WebMD) y el Dr. Mehmet Oz, SPT cofundó la plataforma en línea Sharecare, donde los usuarios tienen a su salud y bienestar relacionados con las preguntas contestadas por expertos de la industria e instituciones como AARP, la American Cancer Society (Sociedad Estadounidense del Cáncer), la American Heart Association (Asociación Estadounidense del Corazón), la American Red Cross (Cruz Roja Estadounidense), la Cleveland Clinic, y la Universidad Johns Hopkins. Cofundadores adicionales en Sharecare incluyen Harpo Productions, Discovery Communications, y HowStuffWorks.
A partir de 2015, es la compañía de producción y distribución televisiva más grande del mundo, medida por la biblioteca y los ingresos (junto con Warner Bros. Television de Time Warner).

## Listado de programación manejada por SPT
Este listado no incluye películas de la biblioteca teatral de Columbia TriStar Pictures.

### Programación actual
- Los tres chiflados (1958-1974 como Screen Gems, 1974-1995 como Columbia Pictures Television, 1995-2002 como Columbia TriStar Television Distribution/Columbia TriStar International Television, 2002-presente como Sony Pictures Television)
- Jeopardy! (1964-1975, 1978-1979, 1983, 1984-presente)
- Days of our Lives (1965-presente)
- The Young and the Restless (1973-presente)
- Wheel of Fortune (1975-presente)
- Carson's Comedy Classics (1983-presente)
- Rescue Me (2004-presente)
- The Boondocks (2005-presente)
- 10 Items or Less (2006-presente)
- Damages (2007-presente)
- Rules of Engagement (2007-presente)
- Breaking Bad (2008-presente)
- The Newlywed Game (1966-1974, 1977-1980, 1984-1989, 1996-1999, 2009-presente)
- Hawthorne (2009-2011)
- The Dr. Oz Show (2009-presente)
- Community (2009-presente)
- Drop Dead Diva (2009-presente)
- Shark Tank (2009-presente)
- The Sing-Off (2009-presente)
- Watch What Happens: Live (2009-presente)
- Plain Jane (2010-presente)
- Justified (2010-presente)
- The Nate Berkus Show (2010-presente)
- The Big C (2010-presente)
- Breaking In (2011)
- Happy Endings (2011-presente)
- The Glee Project (2011-presente)
- Kung Fu Sock (2025)

### Sindicación fuera de red
- Ripley, ¡aunque usted no lo crea! (1982-1986, 2000-2003)
- Married with Children (1987-1997)
- El mundo de Beakman (1992-1998)
- Mad About You (1992-1999)
- The Nanny (noviembre de 1993-febrero de 1999)
- NewsRadio (1995-2000)
- The Steve Harvey Show (1996-2002)
- Just Shoot Me! (1997-2003)
- Dawson's Creek (1998-2003)
- The King of Queens (1998-1999 como CPT, 1999-2002 como CTT, 2002-2007 como SPT)
- Judge Hatchett (2000-2001 como CTTD, 2001-2002 como CTDT, 2002-2008 como SPT)
- Girls Behaving Badly (2001-presente)
- The Shield (2002-2008)
- Pyramid (2002-2004)
- Russian Roulette (2002-2003)
- Spider-Man: The New Animated Series (2003)
- Chain Reaction (2006-2007)
- My Boys (2006-2010)
- Hasta que la muerte nos separe (2006-2010)
- Judge Karen (2008-2009)
- The Spectacular Spider-Man (2008-2009)
- The Beast (2009)
- Brothers (2009)

### Programación de biblioteca

#### Screen Gems
- Ford Theatre (1948-1957)
- Burns and Allen (1950-1958)
- Father Knows Best (1954-1960)
- Treasure Hunt (1956-1959)
- Naked City (1958-1963)
- The Donna Reed Show (1958-1966)
- Dennis the Menace (1959-1963)
- Ruta 66 (1960-1964, 1992)
- My Sister Eileen (1960-1961)
- Hazel (1961-1966)
- The Farmer's Daughter (1963-1966)
- Bewitched (1964-1972)
- Gidget (1965-1966)
- Mi bella genio (1965-1970)
- Morning Star (1965-1966)
- Camp Runamuck (1965-1966)
- The Wackiest Ship in the Army (1965-1966)
- Adventures of the Seaspray (1966)
- The Monkees (1966-1968)
- Love on a Rooftop (1966-1967)
- Everybody's Talking (1967)
- The Flying Nun (1967-1970)
- The Second Hundred Years (1967-1968)
- Dream House (1968-1970)
- Here Come the Brides (1968-1970)
- The Ugliest Girl in Town (1968-1969)
- Playboy After Dark (1969)
- The Young Rebels (1970-1971)
- The Interns (1970-1971)
- The Partridge Family (1970-1974)
- Getting Together (1971-1972)
- The Good Life (1971)
- Temperatures Rising (1972-1974)
- Bridget Loves Bernie (1972-1973)
- The Paul Lynde Show (1972-1973)
- Bob & Carol & Ted & Alice (1973)
- Needles and Pins (1973)
- Jeannie (1973-1975)
- Police Story (1973-1978)
- The Girl with Something Extra (1973-1974)
- Sale of the Century (1973-1974)
- QB VII (1974)

#### Columbia Pictures Television
- Dealer's Choice (1974-1975)
- La mujer policía (1974-1978)
- Partridge Family 2200 A.D. (1974-1975)
- That's My Mama (1974-1975)
- Born Free (1974)
- Barney Miller (1975-1982)
- The Diamond Head Game (1975)
- Matt Helm (1975-1976)
- The Fun Factory (1976)
- Fish (1977-1978)
- Tabitha (1977-1978)
- Quark (1978)
- Sha Na Na (1977-1981)
- David Cassidy: Man Under Cover (1978-1979)
- Salvage 1 (1979)
- 240-Robert (1979-1981)
- From Here to Eternity (1979-1980)
- One in a Million (1980)
- Walking Mama (1981)
- Mr. Merlin (1981-1982)
- One of the Boys (1982)
- Bring 'Em Back Alive (1982-1983)
- Filthy Rich (1982-1983)
- Jennifer Slept Here (1983-1984)
- Lottery! (1983-1984)
- Blue Thunder (1984)
- Mickey Spillane's Mike Hammer (1984-1987)
- Punky Brewster (1984-1988)
- Crazy Like a Fox (1984-1986)
- Thomas y sus amigos (1984-presente)
- What's Happening Now!! (1985-1988)
- Lime Street (1985)
- Stir Crazy (1985)
- Hell Town (1985)
- Designing Women (1986-1993)
- The New Gidget (1986-1990)
- Starman (1986-1987)
- Los auténticos cazafantasmas (1986-1991)
- Buck James (1987-1988)
- New Monkees (1987)
- Tarby's Frame Game (producido por la cadena británico ITV en 1987)
- Something Is Out There (1988-1989)
- Shining Time Station (1989-1997)
- Parker Lewis nunca pierde (1990-1993)
- Baby Talk (1991)
- Sunday Dinner (1991)
- The Larry Sanders Show (1992-1998)
- Ricki Lake (1993-2004)
- Walker, Texas Ranger (1993-2001)
- El crítico (1994-1995)
- The Cosby Mysteries (1994-1995)
- Party of Five (1994-2000)
- Women of the House (1995)

#### TriStar Television
- My Two Dads (1987-1990)
- Forever Knight (1992-1996)
- The Edge (1992-1993)
- Ned & Stacey (1995-1997)
- Edición Anterior (1996-1999 como TriStar TV, 1999-2002 como CTT)
- Malcolm & Eddie (1996-2000)

#### Columbia TriStar Television
- Flamingo Fortune (1995-1999)
- Tempest (1996-1997)
- Between Brothers (1997-1999)
- Hollywood Squares (1998-2004)
- Oh Baby (1998-2000)
- Rude Awakening (1998-2001)
- Dilbert (1999-2000)
- V.I.P. (1998-2002)
- Family Law (1999-2002)
- Screen Gems Network (1999-2001)
- Bette (2000-2001)
- Shipmates (2001-2003)
- The Guardian (2001-2004)
- Pyramid (2002-2004)
- Odyssey 5 (2002-2004)
- Street Time (2002-2003)

#### Sony Pictures Television
- My Big Fat Greek Life (2003)
- Joan de Arcadia (2003-2005)
- Huff (2004-2006)
- Life & Style (2004-2005)
- Kingdom Hospital (2004)
- Pat Croce: Moving In (2004-2005)
- Vaughn (2004-presente)
- The Residents (2004)
- Beautiful People (2005)
- Cinco razones (para no salir contigo) (2006)
- The Book of Daniel (2006)
- Judge Maria Lopez (2006-2008)
- The Greg Behrendt Show (2006-2007)
- Big Day (2006-2007)
- Kidnapped (2006)
- Runaway (2006)
- Viva Laughlin (2007)
- Cashmere Mafia (2007-2008)
- El poder del 10 (2007-2008)
- The Runners (2007-2008)
- Canterbury's Law (2007-2008)
- Judge David Young (2007-2009)
- The Gong Show with Dave Attell (2008)
- The Unusuals (2009)
- Hidden Agenda (2010)
- In the Cube 3D (2011)

### Adelaide Productions
- Jumanji (1996-1999)
- Channel Umptee-Three (1997)
- Extreme Ghostbusters (1997)
- Men in Black: The Series (1997-2001)
- Godzilla: The Series (1998-2000)
- Dragon Tales (1999-2005)
- Dilbert (1999-2000)
- Las aventuras de Jackie Chan (2000-2005)
- Max Steel (2001-2002)
- Spider-Man: The New Animated Series (2003)
- Stuart Little: The Animated Series (2003)
- Harold and the Purple Crayon (2004)

### Program Partners
- Da Vinci's Inquest (1998-2006)
- Cold Squad (1998-2006)
- Stone Undercover (2002-2003)
- Degrassi (2000-presente)
- Regénesis (2004-presente)
- Intelligence (2006-presente)
- The Listener (2009-presente)
- Family Court with Judge Penny (2008-2009)

### Barris Industries
- The Dating Game (1965-1974, 1977-1980, 1986-1989, 1996-1999)
- The Gong Show (1976-1980, 1988-1989)
- The $1.98 Beauty Show (1978)
- 3's a Crowd (1979)
- Camouflage (1980)

#### Guber-Peters Entertainment Company
- Quiz Kids Challenge (1990)

### Barry & Enright Productions
- Tic-Tac-Dough (1978-1986)
- The Joker's Wild (1972-1975, 1977-1986)
- Bumper Stumpers (1987-1990)
- Chain Letters (1987-1997)

### Stephen J. Cannell Productions
- Hardcastle and McCormick (1983-1986)
- Riptide (1984-1986)
- Hunter (1984-1991)

### Castle Rock Entertainment
- Seinfeld (1989-1998)
- Thea (1993-1994)

### New World Television
- Tour of Duty (1987-1990)
- Búscate la vida (1990-1992)

### Bud Yorkin and Norman Lear

#### Tandem Productions
- All in the Family (1971-1979)
- Archie Bunker's Place (1979-1983)
- Maude (1972-1978)
- Sanford and Son (1972-1977)
- Good Times (1974-1979)
- The Sanford Arms (1977)
- Diff'rent Strokes (1978-1986)
- Sanford (1980-1981)

#### ELP Communications
- The Jeffersons (1975-1985)
- Hot I Baltimore (1975)
- One Day at a Time (1975-1984)
- Mary Hartman, Mary Hartman (1976-1978)
- The Dumplings (1976)
- The Nancy Walker Show (1976-1977)
- Fernwood 2Night (1977-1978)
- All That Glitters (1977)
- A Year at the Top (1977)
- The Facts of Life (1979-1988)
- The Baxters (1979-1981)
- Hello, Larry (1979-1980)
- Palmerstown, USA (1981)
- Gloria (1982-1983)
- Square Pegs (1982-1983)
- Silver Spoons (1982-1987)
- a.k.a. Pablo (1984)
- E/R (1984-1985)
- Who's the Boss? (1983-1992)
- Double Trouble (1984-1985)
- It's Your Move (1984-1985)
- 227 (1985-1990)
- The Charmings (1987-1988)
- The Famous Teddy Z (1989-1990)
- Living Dolls (1989)
- Free Spirit (1989-1990)
- Top of the Heap (1991)
- The Powers That Be (1991-1992)
- Vinnie and Bobby (1992)
- Phenom (1993-1994)
- 704 Hauser (1994)

#### TOY Productions
- Grady (1975-1976)
- What's Happening!! (1976-1979)
- Carter Country (1977-1979)

### Merv Griffin Entertainment
- The Merv Griffin Show (1962-1986)
- Let's Play Post Office (1965-1966)
- Reach for the Stars (1967)
- One in a Million (1967)
- Memory Game (1971)
- Dance Fever (1979-1987)
- Headline Chasers (1985)
- Monopoly (1990)
- Super Jeopardy! (1990)
- Ruckus (1991-1992)
- Merv Griffin's Crosswords (2007-2008)

### Four D Productions
- Barney Miller (1975-1982)
- Fish (1977-1978)
- A.E.S. Hudson Street (1978)

### Spelling-Goldberg Productions
- The Rookies (1972-1976)
- S.W.A.T. (1975-1976)
- Starsky y Hutch (1975-1979)
- Los ángeles de Charlie (1976-1981)
- Family (1976-1980)
- La Isla de la Fantasía (1977-1984)
- Hart y Hart (1979-1984)
- T. J. Hooker (1982-1988)

### Bob Stewart Productions
- Eye Guess (1966-1969)
- The Face Is Familiar (1966)
- Personality (1967-1969)
- You're Putting Me On (1969)
- Three on a Match (1971-1974)
- Pyramid (1973-1991)
- Jackpot (1974-1975)
- Winning Streak (1974-1975)
- Blankety Blanks (1975)
- Shoot for the Stars (1977)
- Pass the Buck (1978-1979)
- Chain Reaction (1980-1991)
- Go (1983-1984)
- Double Talk (1986)

### 2waytraffic
- That's the Question (2006-2007)
- Who Wants to Be a Millionaire (1999-2007 como Celador International, 2007-presente como 2waytraffic)

### Witt/Thomas/Harris Productions
- Soap (1977-1981)
- Benson (1979-1986)

### Otras empresas
- Voltron (1984-1985)
- Doctor Doctor (1989-1991)

## Canales de televisión
Sony Pictures Television es el propietario parcial de GSN y del servicio de vídeo bajo demanda Fearnet. Cadenas lanzadas por SPT han incluidos Sony Movie Channel, Sony Spin, Sony Max Africa, y una versión linear de Fearnet llamada Fearnet HD. Sony ha también lanzada 3net, una cadena tridimensional que es propiedad conjunta de Sony, Discovery Communications, y IMAX.

## Alianza con Caracol Televisión
Sony Pictures Television, crea una alianza con la empresa televisiva colombiana, Caracol Televisión y en conjunto, crean varias coproducciones como:
- El Zorro: la espada y la rosa
- Los caballeros las prefieren brutas
- Amar y temer
- El laberinto
- La hipocondríaca
- 5 viudas sueltas
- La suegra
- Metástasis
- La Cacica
- Enamorados
- La reina del flow
- La gloria de Lucho